# Tania de Montaigne
Pour les articles homonymes, voir Montaigne (homonymie).
Tania de Montaigne, née le 24 décembre 1971 à Paris 13e, est une écrivaine, femme de lettres française, enseignante, journaliste, auteure et interprète.

## Biographie
Elle est issue d'une famille monoparentale très modeste et a passé la plus grande partie de son enfance à Draveil (Essonne). Sa grand-mère est née en Guadeloupe, sa mère en Martinique et elle est née à Draveil, une des rares enfants noirs de son école. Son père est un musicien américain et congolais qu'elle ne rencontre qu'en 2014.
Après que sa mère l'a inscrite, l’été de ses 17 ans, à une colonie de danse et de théâtre à Avignon, où elle assiste à la représentation marquante d'Hamlet par Patrice Chéreau, elle se passionne pour la littérature et les arts, avec des goûts éclectiques : Bel-Ami de Guy de Maupassant, les Pensées de Blaise Pascal, Et tu n'es pas revenu de Marceline Loridan-Ivens ou l’œuvre de l'écrivain américain David Sedaris.
Après ses études à l'École des hautes études internationales et politiques, elle est bénévole en accompagnement scolaire au centre social de Draveil (« réinjecter de l’égalité dans la scolarité a toujours été mon sujet de prédilection »), elle passe avec succès un casting de Canal J en 1995 pour présenter une émission quotidienne destinée aux enfants, puis est approchée par Jérôme Bonaldi et Canal+. Elle assure des chroniques dans diverses émissions comme Nulle part ailleurs ou Héros vinaigrette. Elle quitte Canal+ après un an et travaille à temps plein dans un centre social tout en se lançant dans l'écriture. Tania de Montaigne est chroniqueuse radio dans Le Fou du roi. Elle dispense également des cours à l'Institut d'études politiques de Paris, dans le cadre d'un atelier d'écriture.
En plus de sa carrière littéraire, affirmant « la musique tient une place majeure dans ma vie », elle écrit des chansons qu'elle garde d'abord pour elle puis qu'elle décide d'interpréter, à la suite d'une rencontre avec Benjamin Biolay . Depuis 2006, elle donne des concerts durant lesquels elle fait découvrir au public ses morceaux teintés de jazz, de soul et de folk.
De septembre 2011 à juin 2012, Tania de Montaigne présente, avec Alexandre Héraud, le magazine culturel Ouvert la nuit, du lundi au vendredi, de 21 h à 23 h sur France Inter, qui donne une large place aux artistes peu promus.

## Carrière littéraire et adaptations
En 2015, elle publie Noire, essai inspirée de la vie de Claudette Colvin jeune américaine qui, à Montgomery en 1955, refusa de céder sa place à un Blanc dans un bus. Après plusieurs romans, Noire est son premier essai. L'année de sa sortie en librairie, ce livre a reçu le prix Simone Veil. Noire a été adapté à la scène au Centre national de création d'Orléans en décembre 2016. Le texte est repris en septembre 2020 au Théâtre du Rond-Point sur une mise en scène de Stéphane Foenkinos et diffusé sur France télévisions en 2021,,.
En 2016, Tania de Montaigne écrit avec Danielle Mérian Nous n’avons pas fini de nous aimer. Avocate engagée contre la torture, la peine de mort et l'excision, Danielle Mérian connaît une notoriété importante par ses paroles sans esprit de revanche lors d'une interview télévisée au lendemain des attentats du 13 novembre 2015 qui amène Tania de Montaigne à s'intéresser à son parcours.
En avril 2018, elle publie l'essai L'assignation : les Noirs n'existent pas dans lequel elle s'insurge — en se basant sur son propre parcours comme sur une étude théorique — contre le fait d'être assignée au groupe des Noirs, mais aussi contre les communautaristes : « La découverte des assignations en tant que Noire a été d’autant plus violente qu’elles sont venues percuter quelque chose qui n’est pas mon sujet. Je ne suis pas constamment en train de penser à la couleur de ma peau. […] La réponse des communautaristes a consisté à instaurer que seuls les membres du groupe auraient le droit d’énoncer qui ils sont. Or, je récuse cette réponse, car elle implique que je ne peux pas être un être de culture ». Dans un échange avec Aïssa Maïga, actrice et initiatrice du livre collectif Noire n'est pas mon métier, Tania de Montaigne explique sa divergence avec l'acception militante du concept d'appropriation culturelle : « ceux qui exigent que Nina Simone soit incarnée par une actrice dont la peau répond à des critères de couleur ultra précis détournent le principe de tout art, qui suppose déplacement. D’autre part, ils reprennent tous les critères des racistes. Dans le livre d’Aïssa Maïga, beaucoup d’actrices disent que si elles ont choisi ce métier, c’est que l’art permet de dépasser les limites. Qu’il n’y ait pas eu de Noirs au moment où Shakespeare a écrit Hamlet n’est pas le sujet. ». 
Début 2019, l'autrice se fait dramaturge en participant à la nouvelle édition du Paris des Femmes, ayant pour thème « Noces », en compagnie d'Isabelle Carré, Anna Mouglalis, Rebecca Zlotowski, Adélaïde Bon, Catherine Cusset, Anne Berest, Carole Fives et Noëlle Châtelet. Elle signe une courte pièce à deux personnages intitulée Autopsie, interprétée par Olivia Ruiz et Assaâd Bouab dans une mise en scène de Jérémie Lippmann au Théâtre de la Pépinière à Paris. Le texte paraît alors en recueil avec l'ensemble des autres pièces du collectif de l'année dans la Collection des quatre-vents de L'Avant-scène théâtre.
En 2020, questionnée par Elle Magazine, Tania de Montaigne choisit Pourquoi être heureux quand on peut être normal? de Jeanette Winterson comme livre qu'elle aimerait transmettre aux générations futures.
En 2021, elle monte à nouveau sur scène pour l'adaptation de son livre L'Assignation. Les Noirs n'existent pas, mise en scène par Stéphane Foenkinos,. En 2023, elle crée l'adaptation immersive du vécu discriminé de Claudette Colvin en réalité augmentée au centre Pompidou. La même année, elle publie chez Grasset, Sensibilités, une fable contemporaine dystopique qui traite de la réécriture des livres dans le cadre du déminage éditorial.

## Prises de position
Elle est membre du Collectif 50/50 qui a pour but de promouvoir l’égalité des femmes et des hommes et la diversité dans le cinéma et l’audiovisuel,.

## Publications

### Romans
- 2001 : Patch, Paris, Pocket, coll. « Pocket », 2001, 156 p. (ISBN 978-2-266-11447-9)
- 2002 : Le quart d'heure islandais, Paris, Pocket, coll. « Pocket », 2002, 175 p. (ISBN 978-2-266-12305-1)
- 2004 : Geneviève et la théorie du 5: roman, Paris, Flammarion, 2004, 167 p. (ISBN 978-2-08-068639-8)
- 2006 : Tokyo c'est loin: roman, Paris, Flammarion, 2006, 231 p. (ISBN 978-2-08-068910-8)
- 2009 : Les caractères sexuels secondaires, Paris, Pocket, coll. « Pocket », 2012, 214 p. (ISBN 978-2-266-19653-6)
- 2014 : Toutes les familles ont un secret, Paris, Flammarion, 2014, 239 p. (ISBN 978-2-08-127096-1)
- 2023 : Sensibilités, Paris, Bernard Grasset, coll. « Littérature Française », 2023, 176 p. (ISBN 978-2-246-81448-1)

### Biographies
- 2015 :  Noire : la vie méconnue de Claudette Colvin, Paris, Bernard Grasset, coll. « Nos héroïnes », 2015, 171 p. (ISBN 978-2-246-78528-6)
- 2016 : Danielle Mérian et Tania de Montaigne, Nous n'avons pas fini de nous aimer, Paris, Bernard Grasset, 2016, 140 p. (ISBN 978-2-246-86272-7)

### Essai
- 2018 : L'assignation : les Noirs n'existent pas, Bernard Grasset, 2018, 92 p. (ISBN 978-2-246-81446-7)[24]

### Texte dramatique
- 2019 : Autopsie, in Collectif, Noces : neuf pièces courtes, Paris, Collection des quatre-vents, L'avant-scène théâtre  (ISBN 978-2-7498-1444-5).

### Autres
- 2011 : Weepers Circus, N'importe où, hors du monde. Cette œuvre est un livre-disque auquel participent une quarantaine d'invités à titre d'auteurs ou d'interprètes : Tania de Montaigne y signe un texte inédit (non mis en musique) consacré à sa propre interprétation de ce titre énigmatique de N'importe où, hors du monde.

## Actrice
- 1998 : « Les 30 dernières minutes » (série télévisée) : Tania
- 2016 : « Noire », mise en scène de Stéphane Foenkinos
- 2020 : « Noire », reprise au théâtre du Rond-Point, mise en scène de Stéphane Foenkinos
- 2021: « L'assignation », mise en scène de Stéphane Foenkinos

## Distinctions
- 2009 : prix du meilleur roman des Arts afro-caribéens pour Les caractères sexuels secondaires[25]
- 2015 : prix Simone-Veil pour Noire[6]
- 2018 : prix de la laïcité (mention) de l'association Comité Laïcité République pour L'Assignation. Les Noirs n'existent pas[26]